# Paul Scholz (pintor)

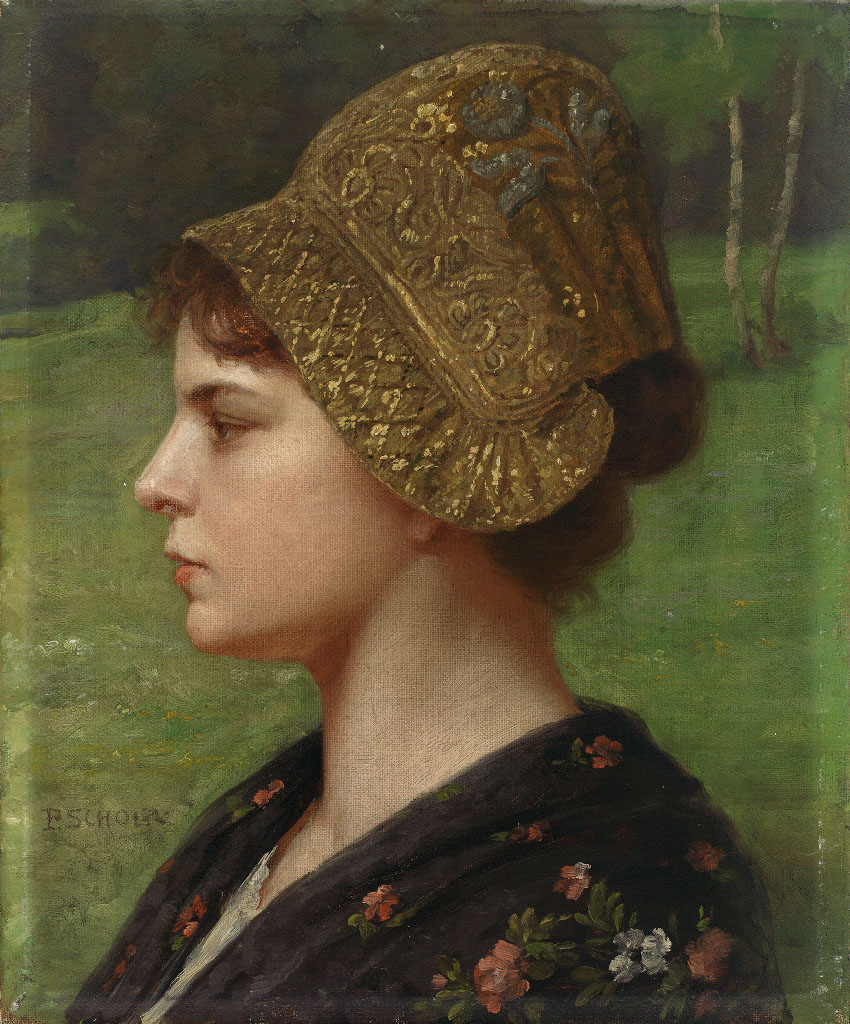
Paul Scholz Goldhäubchen

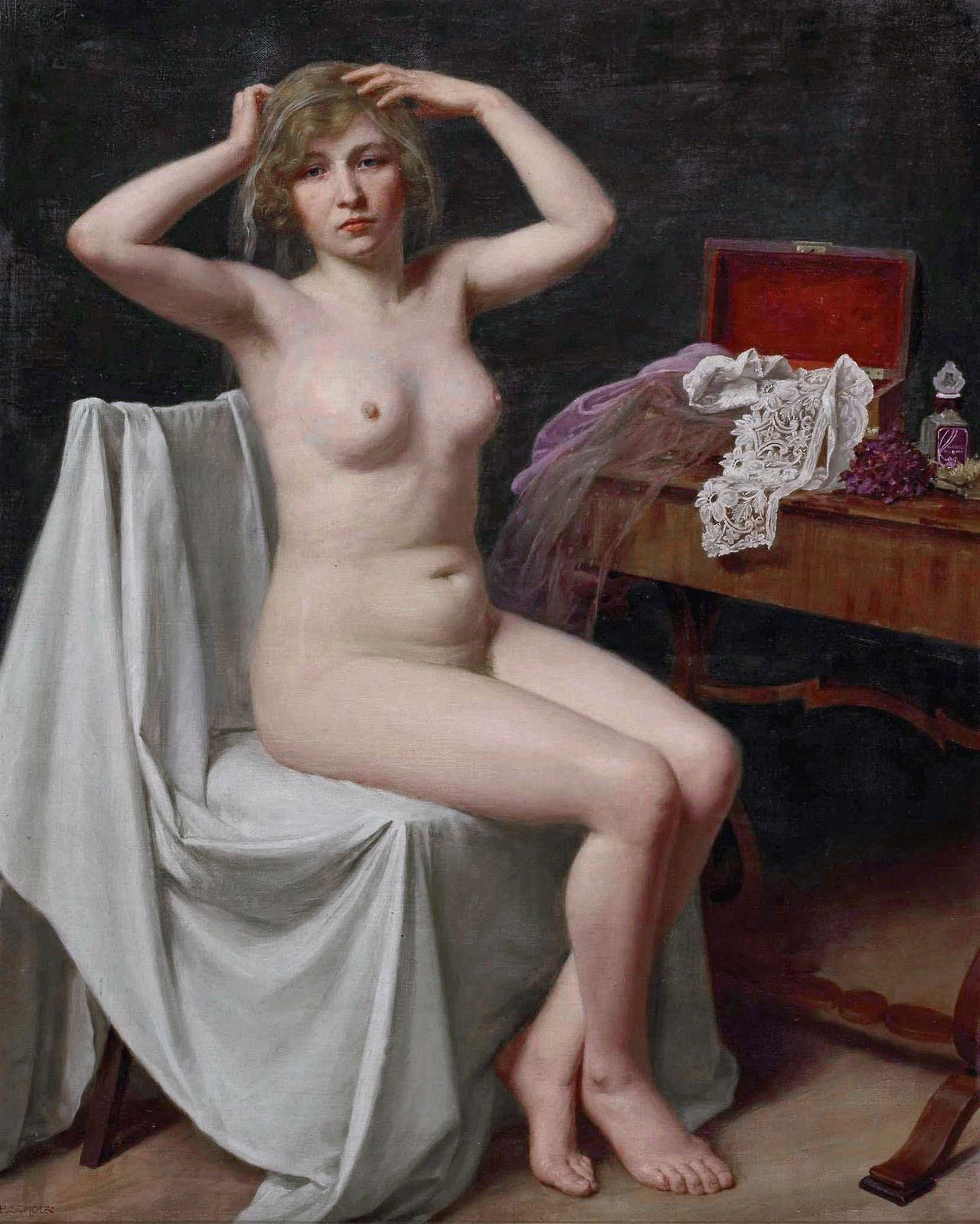
Paul Scholz - Frauenakt mit Schleier

Paul Scholz (* 1 de octubre de 1859 en Viena; † 16 de diciembre de 1940 en Graz) fue un pintor y artista gráfico austriaco.

## Vida y obra
Paul Scholz, hijo de un fabricante de juguetes, estudió de 1875 a 1880 en la Escuela de Artes Aplicadas de Viena, entre otros con Ferdinand Laufberger. Consiguió su primer trabajo como dibujante en el estudio de artes aplicadas de Ferdinand Lieb, tras lo cual se trasladó al estudio de Robert Scholtz en Budapest, donde se especializó en diseños para decoraciones pintorescas de interiores y exteriores de nuevos edificios y palacios. A partir de 1882, Scholz trabajó en Viena y en Trieste como empleado de Ignaz Schönbrunner, quien lo puso a cargo de la decoración pictórica del Teatro Communale y del diseño interior de las salas representativas del Austro-Hungarian Lloyd en Trieste.
De 1884 a 1915, Scholz enseñó artes y oficios, teoría de la forma y dibujo técnico para el bordado artístico en la Escuela de Artes y Oficios de Graz. Completó su formación con Rudolf Hölzel, Bernhard Buttersack y Henry Luyten. Paul Scholz ganó notoriedad en particular por sus decoraciones interiores para los edificios de Graz, como los tres murales para la oficina de correos y telégrafos (1887), los frescos en la bóveda de espejos del auditorio de la Universidad Tecnológica de Graz (1889) y los murales neogóticos y los cuatro evangelistas en la cúpula de la iglesia del cementerio central (1898). Además de óleos, acuarelas y miniaturas, su obra artística también incluye diseños para muebles, tejidos de seda y terciopelo.